# فاكوندو سيلفا (لاعب كرة قدم)
فاكوندو سيلفا (بالإسبانية: Facundo Silva)‏ (4 يوليو 1996 في الأوروغواي - ) هو لاعب كرة قدم أوروغواني في مركز حراسة المرمى. شارك مع منتخب الأوروغواي تحت 17 سنة لكرة القدم. أما مع النوادي، فقد لعب مع نادي دانوبيو.

## وصلات خارجية
- فاكوندو سيلفا (لاعب كرة قدم) على موقع قاعدة بيانات كرة القدم.إي يو (الإنجليزية)
- فاكوندو سيلفا (لاعب كرة قدم) على موقع Soccerway.com (الإنجليزية)
- فاكوندو سيلفا (لاعب كرة قدم) على موقع AS.com (الإسبانية)